# تاريخ الأستراليين الآسويين
التاريخ الآسيوي الأسترالي هو تاريخ المجموعات العرقية في أستراليا التي هي من أصل آسيوي.

## هجرة ما قبل التاريخ الميلادي 2300-2000
وجدت دراسة أجريت على الحمض النووي للسكان الأصليين الأستراليين أن السكان الأصليين الأستراليين اختلطوا بأشخاص من أصل هندي منذ حوالي 4200 عام. وأظهرت الدراسة نفسها أن أدوات الصوان والكلاب الهندية ربما تم إدخالها من الهند في هذا الوقت تقريبا. تشير ورقة بحثية صدرت عام 2012 إلى أن هناك أيضا أدلة على تدفق جيني كبير من الهند إلى شمال أستراليا يقدر بأكثر من أربعة آلاف عام بقليل، وهو الوقت الذي تظهر فيه التغيرات في تكنولوجيا الأدوات وتجهيز الأغذية في السجل الأثري الأسترالي، مما يشير إلى أن هذه قد تكون ذات صلة. اقترحت إحدى الدراسات الجينية في عام 2012 من قبل إيرينا وزملاؤها في معهد ماكس بلانك للأنثروبولوجيا التطورية أنه قبل حوالي 4000 عام من هبوط الأسطول الأول في أستراليا (في عام 1788).
استقر بعض المستكشفين الهنود في أستراليا واندمجوا في السكان المحليين في حوالي عام 2217 قبل الميلاد. وجدت الدراسة التي أجراها معهد ماكس بلانك للأنثروبولوجيا التطورية أن هناك هجرة للجينات من الهند إلى أستراليا حوالي عام 2000 قبل الميلاد. كان لدى الباحثين نظريتان لهذا الغرض: إما أن بعض الهنود كانوا على اتصال بأشخاص في إندونيسيا نقلوا في النهاية تلك الجينات من الهند إلى السكان الأصليين الأستراليين ، أو أن مجموعة من الهنود هاجروا على طول الطريق من الهند إلى أستراليا واختلطوا بالسكان المحليين مباشرة.
وهذا يفسر أيضا مع شعب الفيدا في سري لانكا. بعض ملامحهم تبدو مشابهة جدا للأستراليين الميلانيزيين ، والتي هي جزء من سباق. ومن الواضح الآن أن هذا كان نتيجة اختلاط السكان الأصليين الأندامانيين بالمهاجرين الهنود الآريين هؤلاء الأشخاص أنفسهم (في إشارة إلى الأندامانيين) شاركوا أيضا في النسب مع الدرافيديين بعد اختلاطهم مع العيلاميين المنقرضين الآن (المتميزين عن الشعوب الإيرانية الحديثة  كما أنهم شاركوا في النسب مع الهنود الآريين).

## حقبة ما قبل الاستعمار، 1627-1787
تم اكتشاف الساحل الجنوبي لاستراليا من قبل مستكشف شركة الهند الشرقية الهولندية فرانسوا ثيسن في عام 1628. تم إرسال سرب من سفن شركة الهند الشرقية الهولندية.. تم إرسال سرب من سفن شركة الهند الشرقية الهولندية من قبل الحاكم العام لجزر الهند الشرقية الهولندية بيتر دي كاربنتييه لاستكشاف الساحل الشمالي. وأجرت هذه السفن فحوصات مستفيضة، لا سيما في خليج كاربنتييه. قامت سفينة شركة الهند الشرقية الهولندية، بقيادة ويليام جونسون بأول هبوط أوروبي موثق في أستراليا في عام 1606.
وجد ألكسندر دالريمبل (1737 - 1808م)، فاحص المجلات البحرية لشركة الهند الشرقية البريطانية، أثناء ترجمة بعض الوثائق الإسبانية التي استولى عليها السيوي الهنود خلال احتلال الهند البريطانية للفلبين عام 1762م، وجد شهادة الملاح البرتغالي لويس فايز دي توريس التي دفعت ألكسندر إلى اكتشاف ونشر في 1770-1771 وجود قارة غير معروفة أطلق عليها اسم تيرا (أو القارة الجنوبية)، أثار هذا اهتماما واسع النطاق ودفع الحكومة البريطانية في عام 1769 إلى إصدار أمر إلى جيمس كوك بالبحث عن القارة الجنوبية، والتي اكتشفها  صاموئيل في حزيران1767 في وأطلق عليها اسم جزيرة الملك جورج.
ذكرت صحافة لندن في حزيران 1768 أنه سيتم إرسال سفينتين إلى الجزيرة المكتشفة حديثا ومن هناك لمحاولة اكتشاف القارة الجنوبية. أوصت لجنة التجارة البريطانية في الهند الشرقية في عام 1823 بإنشاء مستوطنة على ساحل شمال أستراليا لإحباط الهولنديين، وتم تكليف الكابتن بريمر، بتشكيل مستوطنة بين جزيرة باثورست وشبه جزيرة كوبورغ.
على الرغم من أن البعض قد افترض أن الأستراليين من السكان الأصليين الشماليين تعاملوا مع التجار الصينيين العرقيين ، إلا أن الغالبية العظمى تذكر أنهم تفاعلوا بشكل غير مباشر عن طريق التعدي. حدثت أول صلة مسجلة بين الصين وأستراليا أثناء إنشاء مستعمرة نيو ساوث ويلز. أبحرت ثلاث سفن من الأسطول الأول ، سكاربورو ، شارلوت وليدي بنرين ، بعد إيداع المدانين في المستعمرة ، إلى كانتون بنية شراء الشاي والسلع الصينية الأخرى لبيعها عند عودتهم إلى بريطانيا. كشف تقرير بيغ ارتفاع مستوى شرب الشاي إلى "وجود اتصال مع الصين منذ تأسيس المستعمرة استخدمت العديد من سفن شركة الهند الشرقية أستراليا كميناء للدعوة في رحلاتها من وإلى شراء الشاي من الصين. حملت هذه السفن بعض البحارة من أصل صيني، وقد أثار بعض المؤرخين احتمال أنهم اختاروا النزول في ميناء سيدني لبدء رحلة جديدة على الرغم من أن البعض قد افترض أن الأستراليين من السكان الأصليين الشماليين تعاملوا مع التجار الصينيين العرقيين، إلا أن الغالبية العظمى تذكر أنهم تفاعلوا بشكل غير مباشر عن طريق التعدي. حدثت أول صلة مسجلة بين الصين وأستراليا أثناء إنشاء مستعمرة نيو ساوث ويلز. أبحرت ثلاث سفن من الأسطول الأول، سكاربورو، شارلوت وليدي بنرين، بعد إيداع المدانين في المستعمرة، إلى كانتون بنية شراء الشاي والسلع الصينية الأخرى لبيعها عند عودتهم إلى بريطانيا. عزا تقرير بيغ ارتفاع مستوى شرب الشاي إلى «وجود اتصال مع الصين منذ تأسيس المستعمرة ...» استخدمت العديد من سفن شركة الهند الشرقية أستراليا كميناء للدعوة في رحلاتها من وإلى شراء الشاي من الصين. حملت هذه السفن بعض البحارة من أصل صيني ، وقد أثار بعض المؤرخين احتمال أنهم اختاروا النزول في ميناء سيدني لبدء رحلة جديدة.

## الحقبة الاستعمارية، 1788-1900
كان من بين أفراد الأسطول البريطاني الأول الذي أنشأ مستعمرة جديدة، والتي هبطت في 26 كانون الثاني 1788، البحارة ومشاة البحرية وعائلاتهم والمسؤولين الحكوميين وعدد كبير من المدانين، بما في ذلك النساء والأطفال. وقد حوكموا جميعا وأدينوا في بريطانيا العظمى وجميعهم تقريبا في إنجلترا. ومع ذلك، من المعروف أن العديد منهم جاءوا إلى إنجلترا من أجزاء أخرى من بريطانيا العظمى ، وخاصة من أيرلندا. تم تحديد ما لا يقل عن 12 شخصا على أنهم سود (ولدوا في الهند أو بريطانيا أو أفريقيا أو جزر الهند الغربية أو أمريكا الشمالية أو دولة أوروبية أو مستعمرتها)
في عام 1788 ، جاءت الطواقم الهندية من خليج البنغال إلى أستراليا على متن سفن تجارية.